# Mionová katalýza
Mionová katalýza je způsob provedení jaderné fúze za pomoci mionu (μ) jako katalyzátoru.
Největšímu zájmu se těší mionová katalýza při D-T fúzní reakci (slučování deuteria s tritiem). Během ní se nejdříve vytvoří atom tritia, kde je elektron v obalu nahrazen mionem. (takovýto atom značíme μT). Vzhledem k tomu, že má mion velikou hmotnost, tedy se drží blíže k jádru atomu. Tento atom k sobě může zachytit jádro deuteria a tím vytvořit iont μDT. Zde jsou opět díky hmotnosti mionu obě jádra držena velmi blízko sebe, takže může s velikou pravděpodobností dojít ke sloučení obou jader za pomoci tunelového jevu. Při tom se uvolní 17,6 MeV energie a z atomu μDT vyletí vysokoenergetický neutron a mion, který se může opět sloučit s tritiem. Celý proces se tedy může opakovat, ovšem jen po omezenou dobu, neboť mion má poločas rozpadu pouze 2,2 μs.
Schematicky můžeme tento proces napsat jako
μ + T → μT + e
μT + D → μDT
μDT → He + n + μ (+ 17,6 MeV energie)
Tato reakce ovšem nelze použít jako zdroj energie, neboť v současné době je energetická náročnost výroby mionu větší, než množství energie které jsme schopni za pomoci tohoto mionu uvolnit.
Jelikož se jedná o fúzní reakci, která se obejde bez vysoké teploty, tak bývá často označována jako studená fúze. Nicméně termín studená fúze se obvykle používá pro snahu o specifický způsob provedení fúze za pomoci elektrolýzy, který vzbudil veliký mediální rozruch, ačkoliv nebyl prokázán.